# Papilio elephenor
Papilio elephenor là một loài bướm thuộc họ Bướm phượng (Papilionidae). 
Loài Papilio elephenor được mô tả năm 1845 bởi Doubleday. Loài bướm Papilio elephenor sinh sống ở .

## Hình ảnh

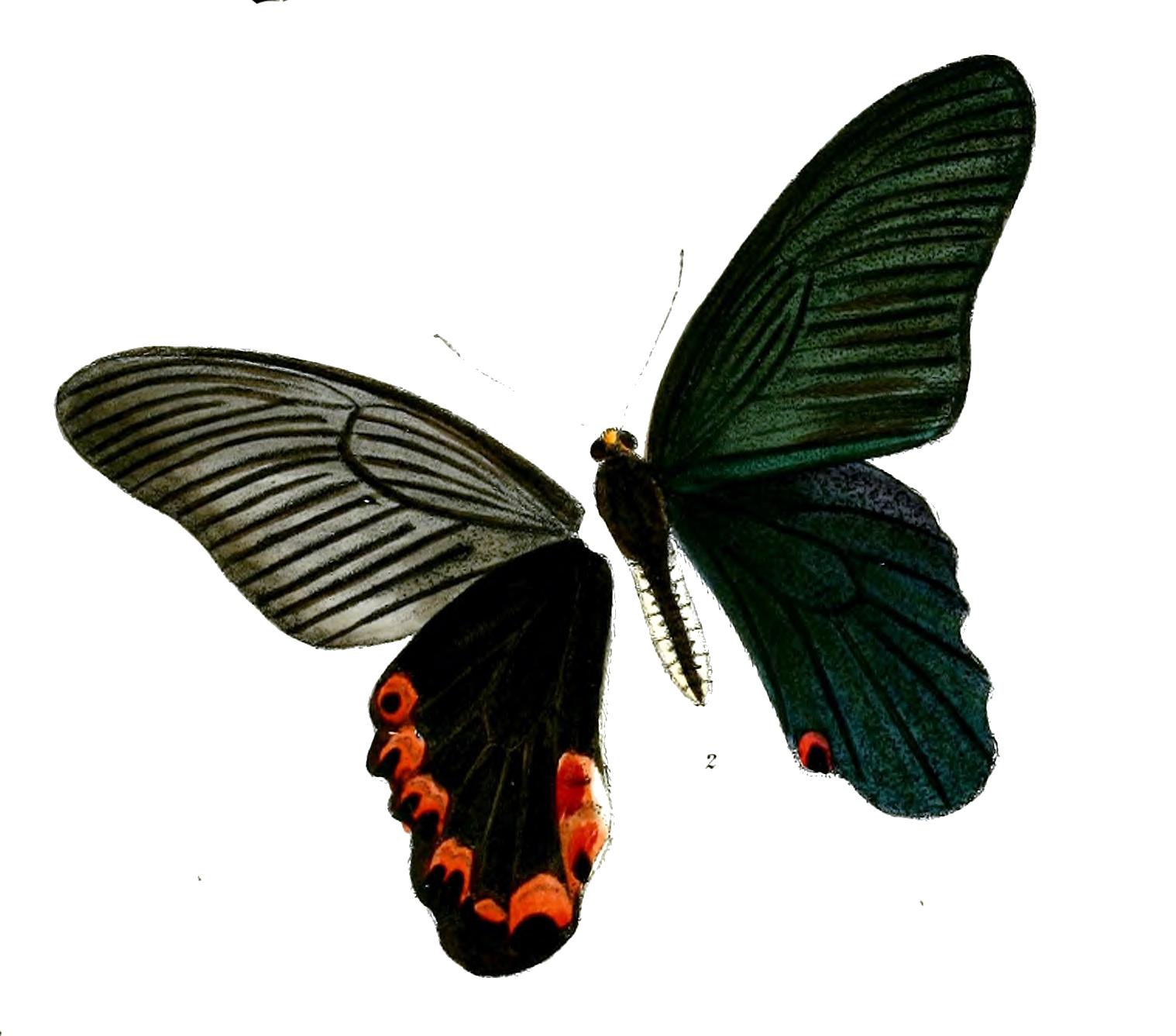